# 2012 în cinematografie
- 2011 în cinematografie — 2012 în cinematografie — 2013 în cinematografie

## Premiere românești
| Dată premieră   | Film                   | Regizor             | Distribuție                                                                                       |
| --------------- | ---------------------- | ------------------- | ------------------------------------------------------------------------------------------------- |
| adaugă premiera | adaugă nume film       | adaugă nume regizor | adaugă actori                                                                                     |
| 2012            | Ipu: Convicted to Live | Bogdan Dreyer       | Gérard Depardieu, Bogdan Iancu, Harvey Keitel, Nicodim Ungureanu, Alexandru Bindea, Laura Morante |
| 2012            | Diaz                   | Daniele Vicari      | Jennifer Ulrich, Monica Barladeanu, Claudio Santamaria, Mircea Caraman                            |
| adaugă premiera | adaugă nume film       | adaugă nume regizor | adaugă actori                                                                                     |

## Premiere

### Ianuarie-Martie
| <font-size=100%> Premiera         | <font-size=100%> Premiera | <font-size=100%> Titlu                     | <font-size=100%> Studio | <font-size=100%> Distributia filmului și echipa de producție | <font-size=100%> Gen                                  | <font-size=100%> Ref. |
| --------------------------------- | ------------------------- | ------------------------------------------ | --- | --- | ----------------------------------------------------- | --------------------- |
| <font-size=300%>I A N U A R I E   | 6                         | The Devil Inside                           | Paramount Pictures | William Brent Bell (regizor/scenariu); Matthew Peterman (scenariu); Fernanda Andrade, Isabella Rossi, Simon Quarterman, Evan Helmuth, Ionut Grama, Suzan Crowley, Bonnie Morgan, Brian Johnson, Preston James Hillier, D.T. Carney | Horror                                                | [ 3 ]                 |
| <font-size=300%>I A N U A R I E   | 13                        | Beauty and the Beast 3D                    | Walt Disney Pictures | Gary Trousdale, Kirk Wise (regizors); Linda Woolverton (scenariu); Paige O'Hara, Robby Benson, Richard White, Jerry Orbach, David Ogden Stiers, Angela Lansbury, Bradley Pierce, Rex Everhart, Jesse Corti, Hal Smith, Jo Anne Worley | Animație, Drama, Familie, Fantasy, Musical, Romantic  | [ 4 ]                 |
| <font-size=300%>I A N U A R I E   | 13                        | Contraband                                 | Universal Pictures | Baltasar Kormakur (regizor); Aaron Guzikowski (scenariu); Mark Wahlberg, Kate Beckinsale, Ben Foster, Giovanni Ribisi, Caleb Landry Jones, Lukas Haas, Diego Luna, J.K. Simmons | Drama, Thriller                                       | [ 5 ]                 |
| <font-size=300%>I A N U A R I E   | 13                        | Joyful Noise                               | Warner Bros. | Todd Graff (regizor/scenariu); Queen Latifah, Dolly Parton, Dexter Darden | Drama, Musical                                        | [ 6 ]                 |
| <font-size=300%>I A N U A R I E   | 20                        | Haywire                                    | Relativity Media | Steven Soderbergh (regizor); Lem Dobbs (scenariu); Gina Carano, Ewan McGregor, Antonio Banderas, Channing Tatum, Michael Fassbender, Bill Paxton, Michael Douglas, Michael Angarano | Thriller                                              | [ 7 ]                 |
| <font-size=300%>I A N U A R I E   | 20                        | Red Tails                                  | 20th Century Fox / Lucasfilm | Anthony Hemingway (regizor); John Ridley (scenariu); Cuba Gooding Jr., Terrance Howard, Bryan Cranston, Nate Parker, David Oyelowo, Tristan Wilds, Cliff Smith, Kevin Phillips, Rick Otto, Lee Tergesen, Andre Royo, Ne-Yo, Elijah Kelley, Marcus T. Paulk, Leslie Odom Jr., Michael B. Jordan, Jazmine Sullivan, Edwina Finley, Daniela Ruah, Stacie Davis, Gerald McRaney | Acțiune, Drama, War                                   | [ 8 ]                 |
| <font-size=300%>I A N U A R I E   | 20                        | Underworld: Awakening                      | Screen Gems | Mans Marlind, Bjorn Stein (regizors); Len Wiseman, John Hlavin, Allison Burnett, J. Michael Straczynski (scenariu); Kate Beckinsale, India Eisley, Michael Ealy, Stephen Rea, Theo James, Charles Dance | Acțiune, Horror                                       | [ 9 ]                 |
| <font-size=300%>I A N U A R I E   | 27                        |                                            | | |                                                       |                       |
| <font-size=300%>I A N U A R I E   | The Grey                  | Open Road Films                            | Joe Carnahan (regizor/scenariu); Ian MacKenzie Jeffers (scenariu); Liam Neeson, Frank Grillo, Dermot Mulroney, Dallas Roberts, Joe Anderson, James Badge Dale, Nonso Anozie                                       | Thriller | [ 10 ]                                                |                       |
| <font-size=300%>I A N U A R I E   | Man on a Ledge            | Summit Entertainment                       | Asger Leth (regizor); Pablo Fenjves, Erich Hoeber, Jon Hoeber (scenariu); Sam Worthington, Elizabeth Banks, Jamie Bell, Anthony Mackie, Ed Harris, Edward Burns, Titus Welliver, Génesis Rodríguez, Kyra Sedgwick | Crime, Thriller | [ 11 ]                                                |                       |
| <font-size=300%>I A N U A R I E   | One for the Money         | Lionsgate                                  | Julie Anne Robinson (regizor); Karen Ray, Stacy Sherman, Liz Brixius (scenariu); Katherine Heigl, Jason O'Mara, Daniel Sunjata, John Leguizamo, Debbie Reynolds, Debra Monk                                       | Acțiune, comedie | [ 12 ]                                                |                       |
| <font-size=300%>F E B R U A R I E | 3                         | Big Miracle                                | Universal Pictures | Ken Kwapis (regizor); Jack Amiel, Michael Begler (scenariu); John Krasinski, Drew Barrymore, Kristen Bell, Tim Blake Nelson, Dermot Mulroney, Ted Danson | film de aventuri, Familie                             | [ 13 ]                |
| <font-size=300%>F E B R U A R I E | 3                         | Chronicle                                  | 20th Century Fox | Josh Trank (regizor); John Landis, Max Landis (scenariu); Dane DeHaan, Michael B. Jordan, Alex Russell, Michael Kelly | comedie, Drama, film științifico-fantastic            | [ 14 ]                |
| <font-size=300%>F E B R U A R I E | 3                         | The Woman in Black                         | CBS Films | James Watkins (regizor); Jane Goldman (scenariu); Daniel Radcliffe, Ciaran Hinds, Janet McTeer, Liz White, Alisa Khazanova, Tim McMullan, Roger Allam, Daniel Cerqueira, Shaun Dooley, Mary Stockley, Cathy Sara, David Burke, Victor McGuire, Lucy May Barker | Horror                                                | [ 15 ]                |
| <font-size=300%>F E B R U A R I E | 10                        | Journey 2: The Mysterious Island           | New Line Cinema | Brad Peyton (regizor); Richard Outten, Mark Gunn, Brian Gunn (scenariu); Dwayne Johnson, Michael Caine, Josh Hutcherson, Vanessa Hudgens, Luis Guzman, Kristen Davis | Acțiune, Familie                                      | [ 16 ]                |
| <font-size=300%>F E B R U A R I E | 10                        | Safe House                                 | Universal Pictures | Daniel Espinosa (regizor); David Guggenheim (scenariu); Denzel Washington, Ryan Reynolds, Sam Shepard, Robert Patrick, Liam Cunningham, Brendon Gleeson, Vera Farmiga, Fares Fares, Nora Arnezeder, Joel Kinnaman, Ruben Blades | Acțiune, Thriller                                     | [ 17 ]                |
| <font-size=300%>F E B R U A R I E | 10                        | Star Wars Episode I: The Phantom Menace 3D | 20th Century Fox | George Lucas (regizor/scenariu); Liam Neeson, Ewan McGregor, Natalie Portman, Jake Lloyd, Ahmed Best, Pernilla August, Ian McDiarmid, Anthony Daniels, Kenny Baker, Frank Oz, Samuel L. Jackson, Ray Park | Acțiune, film de aventuri, film științifico-fantastic | [ 18 ]                |
| <font-size=300%>F E B R U A R I E | 10                        | Undefeated                                 | The Weinstein Company | Dan Lindsay, T.J. Martin (regizors) | Documentar                                            | [ 19 ]                |
| <font-size=300%>F E B R U A R I E | 10                        | The Vow                                    | Screen Gems | Michael Sucsy (regizor); Abby Kohn, Marc Silverstein, Jason Katims (scenariu); Rachel McAdams, Channing Tatum, Scott Speedman, Jessica Lange, Sam Neill, Wendy Crewson | Romantic, Drama                                       | [ 19 ]                |
| <font-size=300%>F E B R U A R I E | 17                        | Act of Valor                               | Relativity Media | "Mouse" McCoy, Scott Waugh (regizors); Kurt Johnstad (scenariu); Active Duty Navy SEALs, Roselyn Sánchez, Alex Veadov, Jason Cottle, Nester Serrano | Acțiune, Thriller                                     | [ 20 ]                |
| <font-size=300%>F E B R U A R I E | 17                        | Ghost Rider: Spirit of Vengeance           | Columbia Pictures / Marvel Knights | Mark Neveldine, Brian Taylor (regizors); Scott Dimple, Seth Hoffman, David Goyer (scenariu); Nicolas Cage, Idris Elba, Fergus Riordan, Ciaran Hinds, Violante Placido, Johnny Whitworth | Acțiune, film de aventuri                             | [ 21 ]                |
| <font-size=300%>F E B R U A R I E | 17                        | The Secret World of Arrietty               | Walt Disney Pictures | Hiromasa Yonebayashi (regizor); Hayao Miyazaki, Keiko Niwa (scenariu); Will Arnett, Amy Poehler, Carol Burnett, Bridgit Mendler, David Henrie, Moises Arias | Animație, Fantasy                                     | [ 22 ]                |
| <font-size=300%>F E B R U A R I E | 17                        | This Means War                             | 20th Century Fox | McG (regizor); Timothy Dowling (scenariu); Tom Hardy, Chris Pine, Reese Witherspoon, Chelsea Handler, Til Schweiger, Abigail Spencer | Romantic, comedie                                     | [ 23 ]                |
| <font-size=300%>F E B R U A R I E | 24                        | Gone                                       | Summit Entertainment | Heitor Dhalia (regizor); Allison Burnett (scenariu); Amanda Seyfried, Jennifer Carpenter, Sebastian Stan, Emily Wickersham, Wes Bentley, Erin Carufel, Socratis Otto | Thriller                                              | [ 24 ]                |
| <font-size=300%>F E B R U A R I E | 24                        | Good Deeds                                 | Lionsgate | Tyler Perry (regizor/scenariu); Tyler Perry, Thandie Newton, Rebecca Romijn | Romantic, Drama                                       | [ 25 ]                |
| <font-size=300%>F E B R U A R I E | 24                        | Wanderlust                                 | Universal Pictures | David Wain (regizor/scenariu); Ken Marino (scenariu); Paul Rudd, Jennifer Aniston, Malin Akerman, Justin Theroux, Ken Marino, Lauren Ambrose, Joe Lo Truglio, Kerri Kenney, Kathryn Hahn, Ray Liotta, Alan Alda | comedie                                               | [ 26 ]                |
| <font-size=300%>M A R T I E       | 2                         | Dr. Seuss' The Lorax                       | Universal Pictures / Illumination Entertainment | Cinco Paul, Ken Daurio (regizors/scenariu); Chris Renaud (regizor); Ed Helms, Rob Riggle, Zac Efron, Danny DeVito, Betty White, Taylor Swift | film de aventuri, Animație                            | [ 27 ]                |
| <font-size=300%>M A R T I E       | 2                         | Hansel and Gretel: Witch Hunters           | Paramount Pictures / MGM | Tommy Wirkola (regizor/scenariu); Dante Harper (scenariu); Jeremy Renner, Gemma Arterton, Famke Janssen, Peter Stormare, Derek Mears | Acțiune, Horror, comedie, Thriller                    | [ 28 ]                |
| <font-size=300%>M A R T I E       | 2                         | Jeff Who Lives at Home                     | Paramount Vantage | Mark Duplass, Jay Duplass (regizors/scenariu); Jason Segel, Ed Helms, Judy Greer, Susan Sarandon, Evan Ross | comedie                                               | [ 29 ]                |
| <font-size=300%>M A R T I E       | 2                         | Project X                                  | Warner Bros. | Nima Nourizadeh (regizor); Matt Drake, Michael Bacall (scenariu); Miles Teller, Oliver Cooper, Jonathan Daniel Brown, Kirby Bliss Blanton, Dax Flame, Nichole O'Connor, Thomas Mann, Alexis Knapp, Jillian Reynolds | comedie                                               | [ 30 ]                |
| <font-size=300%>M A R T I E       | 2                         | Safe                                       | Lionsgate | Boaz Yakin (regizor/scenariu); Jason Statham, Catherine Chan, James Hong, Reggie Lee, Robert John Burke | Acțiune                                               | [ 31 ]                |
| <font-size=300%>M A R T I E       | 2                         | Salmon Fishing in the Yemen                | CBS Films | Lasse Hallstrom (regizor); Simon Beaufoy (scenariu); Ewan McGregor, Emily Blunt, Kristin Scott Thomas | comedie, Drama                                        | [ 32 ]                |
| <font-size=300%>M A R T I E       | 9                         | John Carter                                | Walt Disney Pictures | Andrew Stanton (regizor/scenariu); Mark Andrews, Michael Chabon (scenariu); Taylor Kitsch, Lynn Collins, Samantha Morton, Mark Strong, Willem Dafoe, Ciarán Hinds, Thomas Haden Church, Dominic West, James Purefoy, Daryl Sabara, Polly Walker, Bryan Cranston | film științifico-fantastic, Acțiune, film de aventuri | [ 33 ]                |
| <font-size=300%>M A R T I E       | 9                         | Playing the Field                          | FilmDistrict | Gabriele Muccino (regizor); Robbie Fox (scenariu); Gerard Butler, Uma Thurman, Jessica Biel, Dennis Quaid, Noah Lomax, James Tupper | comedie, film despre sport                            | [ 34 ]                |
| <font-size=300%>M A R T I E       | 9                         | Silent House                               | Open Road Films | Chris Kentis (regizor); Laura Lau (regizor/scenariu); Elizabeth Olsen, Adam Trese, Eric Sheffer Stevens, Julia Taylor Ross, Haley Murphy, Adam Barnett | Horror, Thriller                                      | [ 35 ]                |
| <font-size=300%>M A R T I E       | 9                         | The Best Exotic Marigold Hotel             | Fox Searchlight Pictures | John Madden (regizor); Ol Parker, Deborah Maggoch (scenariu); Judi Dench, Bill Nighy, Dev Patel, Tom Wilkinson, Maggie Smith | comedie, Drama                                        | [ 36 ]                |
| <font-size=300%>M A R T I E       | 9                         | The Bully Project                          | The Weinstein Company | Lee Hirsch (regizor); | Documentar                                            | [ 37 ]                |
| <font-size=300%>M A R T I E       | 9                         | The Raven                                  | Relativity Media | James McTeigue (regizor); Ben Livingston, Hannah Shakespeare (scenariu); John Cusack, Alice Eve, Luke Evans, Brendan Gleeson, Oliver Jackson-Cohen | Thriller                                              | [ 38 ]                |
| <font-size=300%>M A R T I E       | 9                         | Think Like a Man                           | Screen Gems | Tim Story (regizor); Keith Merryman, David A. Newman (scenariu); Kevin Hart, Michael Ealy, Taraji P. Henson, Jerry Ferrara, Meagan Good, Regina Hall, Terrence J, Romany Malco, Gary Owen, Gabrielle Union, Lala Vazquez, Arielle Kebbel | comedie, Romantic                                     | [ 39 ]                |
| <font-size=300%>M A R T I E       | 16                        | 21 Jump Street                             | Columbia Pictures / MGM | Phil Lord, Chris Miller (regizors/scenariu); Michael Bacall (scenariu); Jonah Hill, Channing Tatum, Ice Cube, Brie Larson, Rob Riggle, DeRay Davis, Dave Franco, Jake Johnson, Johnny Simmons, Johnny Pemberton, Dakota Johnson, Ellie Kemper, Johnny Depp | Acțiune, comedie                                      | [ 40 ]                |
| <font-size=300%>M A R T I E       | 16                        | Butter                                     | The Weinstein Company | Jim Field Smith (regizor); Jason Micallef (scenariu); Jennifer Garner, Hugh Jackman, Alicia Silverstone, Ty Burrell, Yara Shahidi, Ashley Greene, Olivia Wilde | comedie                                               | [ 41 ]                |
| <font-size=300%>M A R T I E       | 16                        | Mirror Mirror                              | Relativity Media | Tarsem Singh (regizor); Jason Keller, Melisa Wallack (scenariu); Lily Collins, Julia Roberts, Armie Hammer, Nathan Lane, Robert Emms, Mare Winningham, Michael Lerner, Mark Povinelli, Jordan Prentice, Danny Woodburn, Sebastian Saraceno, Ronald Lee Clark, Martin Klebba, Joey Gnoffo, Sean Bean | comedie                                               | [ 42 ]                |
| <font-size=300%>M A R T I E       | 23                        | A Thousand Words                           | Paramount Pictures / DreamWorks | Brian Robbins (regizor); Steven Koren (scenariu); Eddie Murphy, Clark Duke, Kerry Washington, Justina Machado | comedie                                               | [ 43 ]                |
| <font-size=300%>M A R T I E       | 23                        | The Hunger Games                           | Lionsgate | Gary Ross (regizor/scenariu); Suzanne Collins (scenariu); Jennifer Lawrence, Josh Hutcherson, Liam Hemsworth, Wes Bentley, Elizabeth Banks, Dayo Okeniyi, Amandla Stenberg, Jack Quaid, Leven Rambin, Willow Shields, Paula Malcomson, Ian Nelson, Kalia Prescott, Ethan Jamieson, Tara Macken, Chris Mark, Jacqueline Emerson, Ashton Moio, Kara Petersen, Sam Ly, Leigha Hancock, Samuel Tan, Mackenzie Lintz, Imanol Yepez-Frias, Annie Thurman, Stanley Tucci, Woody Harrelson, Latarsha Rose, Brooke Bundy, Lenny Kravitz, Toby Jones, Amber Chaney, Kimiko Gelman, Nelson Ascencio, Donald Sutherland | Acțiune, Drama, film științifico-fantastic            | [ 44 ]                |
| <font-size=300%>M A R T I E       | 30                        | The Pirates! Band of Misfits               | Columbia Pictures / Sony Pictures Animație | Peter Lord, Jeff Newitt (regizors); Gideon Defoe (scenariu); Hugh Grant, Martin Freeman, David Tennant, Imelda Staunton, Jeremy Piven, Salma Hayek, Brian Blessed, Brendan Gleeson, Russell Tovey, Ashley Jensen | Animație, Familie                                     | [ 45 ]                |
| <font-size=300%>M A R T I E       | 30                        | Wrath of the Titans                        | Warner Bros. | Jonathan Liebesman (regizor); Dan Mazeau, David Leslie Johnson, Steven Knight (scenariu); Sam Worthington, Liam Neeson, Ralph Fiennes, Edgar Ramirez, Rosamund Pike, Danny Huston, Bill Nighy, Toby Kebbell | Acțiune, film de aventuri, Fantasy                    | [ 46 ]                |

### Aprilie–Iunie
| <font-size=100%> Premiera     | <font-size=100%> Premiera | <font-size=100%> Titlu               | <font-size=100%> Studio                                    | <font-size=100%> Distribuția filmului și echipa de producție | <font-size=100%> Gen                          | <font-size=100%> Ref. |
| ----------------------------- | ------------------------- | ------------------------------------ | ---------------------------------------------------------- | --- | --------------------------------------------- | --------------------- |
| <font-size=300%>A P R I L I E | 6                         | American Reunion                     | Universal Pictures                                         | Jon Hurwitz, Hayden Schlossberg (regizors/scenariu); Alyson Hannigan, Seann William Scott, Tara Reid, Jason Biggs, Eugene Levy, Thomas Ian Nicholas, Chris Klein, Mena Suvari, Jennifer Coolidge, Natasha Lyonne, Eddie Kaye Thomas | comedie                                       | [ 47 ]                |
| <font-size=300%>A P R I L I E | 6                         | The Cold Light of Day                | Summit Entertainment                                       | Mabrouk El Mechri (regizor); John Petro, Richard Price, Scott Wiper (scenariu); Henry Cavill, Bruce Willis, Sigourney Weaver, Veronica Echegui, Oscar Jaenada, Caroline Goodall, Roschdy Zem, Joseph Mawle, Rafi Gavron, Emma Hamilton | Thriller                                      | [ 48 ]                |
| <font-size=300%>A P R I L I E | 6                         | Titanic 3D                           | Paramount Pictures / 20th Century Fox                      | James Cameron (regizor/scenariu); Leonardo DiCaprio, Kate Winslet, Billy Zane, Kathy Bates, Francis Fisher, Gloria Stuart, Bill Paxton, Bernard Hill, David Warner, Victor Garber, Jonathan Hyde, Suzy Amis | film de aventuri, Drama                       | [ 49 ]                |
| <font-size=300%>A P R I L I E | 13                        | Bullet to the Head                   | Warner Bros.                                               | Walter Hill (regizor); Alessandro Camon (scenariu); Sylvester Stallone, Sung Kang, Sarah Shahi, Adewale Akinnuoye-Agbaje, Christian Slater, Holt McCallany | Acțiune, Thriller                             | [ 50 ]                |
| <font-size=300%>A P R I L I E | 13                        | The Three Stooges                    | 20th Century Fox                                           | Bobby Farrelly, Peter Farrelly (regizors/scenariu); Mike Cerrone (scenariu); Chris Diamantopoulos, Will Sasso, Sean Hayes, Jane Lynch, Larry David, Stephen Collins, Sofía Vergara, Jennifer Hudson | comedie                                       | [ 51 ]                |
| <font-size=300%>A P R I L I E | 13                        | The Cabin in the Woods               | Lionsgate / MGM                                            | Drew Goddard (regizor/scenariu); Joss Whedon (scenariu); Richard Jenkins, Bradley Whitford, Jesse Williams, Chris Hemsworth, Kristen Connolly, Brian J. White, Amy Acker, Fran Kranz | comedie, Fantasy, Horror                      | [ 52 ]                |
| <font-size=300%>A P R I L I E | 13                        | Lockout                              | FilmDistrict                                               | James Mather, Stephen St.Leger (regizor/scenariu); Guy Pearce, Maggie Grace, Peter Stormare, Lennie James, Vincent Regan, Tim Plester, Anne-Solenne Hatte, Yan Dron, Patrick Cauderlier, Milorad Kapor, Bojan Peric, Mark Tankersley | Acțiune, film științifico-fantastic, Thriller | [ 53 ]                |
| <font-size=300%>A P R I L I E | 13                        | Movie 43                             | Relativity Media                                           | Patrik Forsberg (regizor/scenariu); Elizabeth Banks, Steven Brill, Steve Carr, James Duffy, Griffin Dunne, Peter Farrelly, James Gunn, Bob Odenkirk, Brett Ratner (regizors); Steve Baker, Rocky Russo, Jeremy Sosenko (scenariu); Johnny Knoxville, Gerald Butler, Anna Faris, Seann William Scott, Hugh Jackman, Richard Gere, Uma Thurman, Emma Stone, Naomi Watts, Kate Bosworth, Kate Winslet, Liev Schreiber, Elizabeth Banks, Justin Long, Kristen Bell, Patrick Warburton, Josh Duhamel, Jason Sudeikis, Chloe Grace Moretz, Christopher Mintz-Plasse, Jack McBrayer, Kieran Culkin, Chris Pratt, Leslie Bibb, Jimmy Bennett, Tony Shalhoub, Aasif Mandvi, Bobby Cannavale | comedie                                       | [ 54 ]                |
| <font-size=300%>A P R I L I E | 20                        | Chimpanzee                           | Disneynature                                               | Alastair Fothergill, Mark Linfield (regizors) | True Life film de aventuri                    | [ 55 ]                |
| <font-size=300%>A P R I L I E | 20                        | House at the End of the Street       | Relativity Media                                           | Mark Tonderai (regizor); David Loucka (scenariu); Jennifer Lawrence, Elizabeth Shue, Max Thieriot | Horror, Thriller                              | [ 56 ]                |
| <font-size=300%>A P R I L I E | 20                        | The Lucky One                        | Warner Bros.                                               | Scott Hicks (regizor); Will Fetters (scenariu); Zac Efron, Taylor Schilling | Drama                                         | [ 57 ]                |
| <font-size=300%>A P R I L I E | 20                        | Scary Movie 5                        | Dimension Films                                            | | comedie, Horror                               | [ 58 ]                |
| <font-size=300%>A P R I L I E | 27                        | The Five-Year Engagement             | Universal Pictures                                         | Nicholas Stoller (regizor/scenariu); Jason Segel (scenariu); Jason Segel, Emily Blunt, Chris Pratt, Alison Brie, Rhys Ifans | comedie                                       | [ 59 ]                |
| <font-size=300%> M A I        | 4                         | The Avengers                         | Paramount Pictures / Walt Disney Pictures / Marvel Studios | Joss Whedon (regizor/scenariu); Chris Evans, Robert Downey, Jr., Chris Hemsworth, Samuel L. Jackson, Scarlett Johansson, Jeremy Renner, Mark Ruffalo, Tom Hiddleston, Stellan Skarsgård | Acțiune, film de aventuri                     | [ 60 ]                |
| <font-size=300%> M A I        | 11                        | Dark Shadows                         | Warner Bros.                                               | Tim Burton (regizor); Seth Grahame-Smith (scenariu); Johnny Depp, Michelle Pfeiffer, Helena Bonham Carter, Eva Green, Jackie Earle Haley, Bella Heathcote, Chloe Grace Moretz, Jonny Lee Miller, Gulliver McGrath | Drama, Horror, Romantic, Thriller             | [ 61 ]                |
| <font-size=300%> M A I        | 11                        | The Dictator                         | Paramount Pictures                                         | Larry Charles (regizor); Sacha Baron Cohen, Alec Berg, Jeff Schaffer, David Mandel (scenariu); Sacha Baron Cohen, Ben Kingsley, Anna Faris, Megan Fox, John C. Reilly, J.B. Smoove | comedie                                       | [ 62 ]                |
| <font-size=300%> M A I        | 11                        | What to Expect When You're Expecting | Lionsgate                                                  | Kirk Jones (regizor); Heather Hach, Shauna Cross (scenariu); Cameron Diaz, Jennifer Lopez, Brooklyn Decker, Elizabeth Banks, Anna Kendrick, Chase Crawford, Matthew Morrison, Dennis Quaid | comedie, Romantic                             | [ 63 ]                |
| <font-size=300%> M A I        | 18                        | Battleship                           | Universal Pictures                                         | Peter Berg (regizor); Jon Hoeber, Erich Hoeber, Brian Koppelman, David Levien (scenariu); Alexander Skarsgård, Taylor Kitsch, Brooklyn Decker, Rihanna, Liam Neeson, Asano Tadanobu | Acțiune, film de aventuri                     | [ 64 ]                |
| <font-size=300%> M A I        | 25                        | Men in Black III                     | Columbia Pictures                                          | Barry Sonnenfeld (regizor); Etan Cohen, David Koepp, Jeff Nathanson (scenariu); Will Smith, Tommy Lee Jones, Emma Thompson, Josh Brolin, Nicole Scherzinger, Jemaine Clement, Alice Eve, Michael Stuhlbarg | Acțiune, comedie, film științifico-fantastic  | [ 65 ]                |
| <font-size=300%>I U N I E     | 1                         | Rock of Ages                         | New Line Cinema                                            | Adam Shankman (regizor); Chris D'Arienzo (scenariu); Tom Cruise, Mary J. Blige, Julianne Hough, Alec Baldwin, Paul Giamatti, Russell Brand, Diego Boneta, Catherine Zeta-Jones, Bryan Cranston, Malin Akerman, Will Forte, Constantine Maroulis | Musical                                       | [ 66 ]                |
| <font-size=300%>I U N I E     | 1                         | Safe Haven                           | Relativity Media                                           | Lasse Hallstrom (regizor); Dana Stevens (scenariu) | Drama                                         | [ 67 ]                |
| <font-size=300%>I U N I E     | 1                         | Snow White and the Huntsman          | Universal Pictures                                         | Rupert Sanders (regizor); Evan Daugherty (scenariu); Kristen Stewart, Charlize Theron, Sam Claflin, Chris Hemsworth, Ian McShane, Bob Hoskins, Eddie Izzard, Toby Jones, Eddie Marsan, Stephen Graham, Ray Winstone, Lily Cole, Sam Spruell, Liberty Ross, Noah Huntley, Nick Frost | Acțiune, film de aventuri                     | [ 68 ]                |
| <font-size=300%>I U N I E     | 8                         | Madagascar 3: Europe's Most Wanted   | DreamWorks Animație                                        | Eric Darnell (regizor); Noah Baumbach (scenariu); Ben Stiller, Jada Pinkett Smith, David Schwimmer, Chris Rock, Sacha Baron Cohen, Cedric The Entertainer, Andy Richter | Animație, comedie                             | [ 69 ]                |
| <font-size=300%>I U N I E     | 8                         | Prometheus                           | 20th Century Fox                                           | Ridley Scott (regizor/scenariu); Damon Lindelof, John Spaihts (scenariu); Noomi Rapace, Michael Fassbender, Charlize Theron, Patrick Wilson, Idris Elba, Sean Harris, Kate Dickie, Logan Marshall-Green | film științifico-fantastic                    | [ 70 ]                |
| <font-size=300%>I U N I E     | 15                        | I Hate You, Dad                      | Columbia Pictures                                          | Sean Anders, John Morris (regizors); David Caspe, David Wain, Ken Marino (scenariu); Adam Sandler, Andy Samberg, Leighton Meester, Eva Amurri, Susan Sarandon, James Caan, Milo Ventimiglia, Will Forte, Colin Quinn, Todd Bridges, Vanilla Ice, Ian Ziering | comedie                                       | [ 71 ]                |
| <font-size=300%>I U N I E     | 15                        | Jack the Giant Killer                | New Line Cinema                                            | Bryan Singer (regizor); Dan Studney, Darren Lemke, Christopher McQuarrie (scenariu); Nicholas Hoult, Eleanor Tomlinson, Stanley Tucci, Ewan McGregor, Bill Nighy, Ian McShane | Acțiune, film de aventuri, Drama, Fantasy     | [ 72 ]                |
| <font-size=300%>I U N I E     | 22                        | Abraham Lincoln, Vampire Hunter      | 20th Century Fox                                           | Timur Bekmambetov (regizor); Seth Grahame-Smith (scenariu); Benjamin Walker, Dominic Cooper, Anthony Mackie, Mary Elizabeth Winstead, Alan Tudyk, Jimmi Simpson, Robin McLeavy, Rufus Sewell | Horror, Supernatural Thriller                 | [ 73 ]                |
| <font-size=300%>I U N I E     | 22                        | Brave                                | Walt Disney Pictures / Pixar Animație Studios              | Mark Andrews, Brenda Chapman (regizors); Kelly Macdonald, Julie Walters, Billy Connolly, Emma Thompson, Kevin McKidd, Craig Ferguson, Robbie Coltrane, John Ratzenberger | film de aventuri, Animație, comedie           | [ 74 ]                |
| <font-size=300%>I U N I E     | 29                        | G.I. Joe: Retaliation                | Paramount Pictures                                         | Jon Chu (regizor); Rhett Reese, Paul Wernick (scenariu); Channing Tatum, Ray Park, Dwayne Johnson, Lee Byung-hun, Bruce Willis, Elodie Yung, RZA, D.J. Cotrona, Adrianne Palicki, Ray Stevenson, Joseph Mazzello, Walton Goggins, DeRay Davis | Acțiune, film de aventuri                     | [ 75 ]                |
| <font-size=300%>I U N I E     | 29                        | Magic Mike                           | Warner Bros.                                               | Steven Soderbergh (regizor); Reid Carolin (scenariu); Channing Tatum, Alex Pettyfer, Matthew McConaughey, Matt Bomer, Riley Keough, Cody Horn, Gabriel Iglesias, Olivia Munn, Adam Rodriguez | comedie, Drama                                | [ 76 ]                |

### Iulie-Septembrie
| <font-size=100%> Premiera            | <font-size=100%> Premiera | <font-size=100%> Titlu         | <font-size=100%> Studio                    | <font-size=100%> Distribuția filmului și echipa de producție | <font-size=100%> Gen                                  | <font-size=100%> Ref. |
| ------------------------------------ | ------------------------- | ------------------------------ | ------------------------------------------ | --- | ----------------------------------------------------- | --------------------- |
| <font-size=300%>I U L I E            | 3                         | The Amazing Spider-Man         | Columbia Pictures / Marvel Studios         | Marc Webb (regizor); James Vanderbilt, Alvin Sargent, Steve Kloves (scenariu); Andrew Garfield, Emma Stone, Rhys Ifans, Martin Sheen, Sally Field, Denis Leary, Irrfan Khan, Campbell Scott | Acțiune, film de aventuri, Drama                      | [ 77 ]                |
| <font-size=300%>I U L I E            | 13                        | Ice Age: Continental Drift     | 20th Century Fox / Blue Sky Studios        | Steve Martino, Mike Thurmeier (regizors); Ray Romano, John Leguizamo, Denis Leary, Queen Latifah, Jeremy Renner, Jennifer Lopez, Wanda Sykes, Aziz Ansari, Keke Palmer, Drake, Josh Peck, Heather Morris, Joy Behar, Nicki Minaj, Josh Gad, Alan Tudyk, Nick Frost, Kunal Nayyar, Alain Chabat, J.B. Smoove, Seann William Scott                                                       | Animație, film de aventuri, comedie, Familie          | [ 78 ]                |
| <font-size=300%>I U L I E            | 13                        | Ted                            | Universal Pictures                         | Seth MacFarlane (regizor/scenariu); Alec Sulkin, Wellesley Wild (scenariu); Mark Wahlberg, Mila Kunis, Seth MacFarlane, Giovanni Ribisi, Joel McHale, Patrick Warburton, Jessica Stroup, Laura Vandervoort | comedie                                               | [ 79 ]                |
| <font-size=300%>I U L I E            | 20                        | The Dark Knight Rises          | Warner Bros.                               | Christopher Nolan (regizor/scenariu); Jonathan Nolan (scenariu) ; Christian Bale, Michael Caine, Tom Hardy, Anne Hathaway, Joseph Gordon-Levitt, Juno Temple, Gary Oldman, Morgan Freeman, Josh Pence, Daniel Sunjata, Nestor Carbonell, Marion Cotillard, Matthew Modine, Tom Conti, Joey King, Brett Cullen, Chris Ellis, Josh Stewart, Christopher Judge, Adam Rodriguez, Rob Brown | Acțiune, film de aventuri, Drama                      | [ 80 ]                |
| <font-size=300%>I U L I E            | 27                        | Neighborhood Watch             | 20th Century Fox                           | Akiva Schaffer (regizor); Jared Stern, Seth Rogen, Evan Goldberg (scenariu); Ben Stiller, Vince Vaughn, Rosemarie DeWitt, Jonah Hill, Richard Ayoade, Will Forte, Billy Crudup | comedie, film științifico-fantastic                   | [ 81 ]                |
| <font-size=300%>I U L I E            | 27                        | Step Up 4                      | Summit Entertainment                       | Scott Speer (regizor); Jenny Mayer (scenariu); Kathryn McCormick, Ryan Guzman, Stephen Boss | Drama                                                 | [ 82 ]                |
| <font-size=300%> A U G U S T         | 3                         | Diary of a Wimpy Kid: Dog Days | 20th Century Fox                           | David Bowers (regizor); Zachary Gordon, Robert Capron, Rachael Harris, Devon Bostick, Steve Zahn | comedie, Familie                                      | [ 83 ]                |
| <font-size=300%> A U G U S T         | 3                         | The Bourne Legacy              | Universal Pictures                         | Tony Gilroy (regizor/scenariu), Jeremy Renner, Rachel Weisz, Edward Norton, Oscar Isaac, Joan Allen, Albert Finney, Stacy Keach, Scott Glenn | Acțiune, film de aventuri, Thriller                   | [ 84 ]                |
| <font-size=300%> A U G U S T         | 3                         | Total Recall                   | Columbia Pictures                          | Len Wiseman (regizor); Kurt Wimmer, James Vanderbilt, Mark Bomback (scenariu); Colin Farrell, Jessica Biel, Bryan Cranston, Kate Beckinsale, Bill Nighy, John Cho | Drama, film științifico-fantastic                     | [ 85 ]                |
| <font-size=300%> A U G U S T         | 10                        | Dog Fight                      | Warner Bros.                               | Jay Roach (regizor); Chris Henchy, Shawn Harwell (scenariu); Will Ferrell, Zach Galifianakis, Jason Sudeikis, Sarah Baker, Katherine LaNasa | comedie                                               | [ 86 ]                |
| <font-size=300%> A U G U S T         | 10                        | Warm Bodies                    | Summit Entertainment                       | Jonathan Levine (regizor/scenariu); Nicholas Hoult, Teresa Palmer, Rob Corddry, John Malkovich, Analeigh Tipton, Dave Franco, Cory Hardrict | Horror, Romantic                                      | [ 86 ]                |
| <font-size=300%> A U G U S T         | 15                        | The Odd Life of Timothy Green  | Walt Disney Pictures                       | Peter Hedges (regizor/scenariu); Jennifer Garner, Joel Edgerton, C.J. Adams, Ron Livingston, Dianne Wiest, Odeya Rush, Rosemarie DeWitt, Lin-Manuel Miranda, M. Emmet Walsh, Lois Smith, Common | comedie, Drama                                        | [ 87 ]                |
| <font-size=300%> A U G U S T         | 17                        | ParaNorman                     | Focus Features                             | Chris Butler (regizor/scenariu); Sam Fell (regizor); Casey Affleck, Tempestt Bledsoe, Jeff Garlin, John Goodman, Bernard Hill, Anna Kendrick, Leslie Mann, Christopher Mintz-Plasse, Tucker Albrizzi, Alex Borstein, Jodelle Ferland, Elaine Stritch, Kodi Smit-McPhee | Animație, comedie, Thriller                           | [ 88 ]                |
| <font-size=300%> A U G U S T         | 17                        | The Expendables 2              | Lionsgate                                  | Simon West (regizor), David Agosto, Ken Kaufman (scenariu); Sylvester Stallone, Jason Statham, Jet Li, Dolph Lundgren, Randy Couture, Terry Crews, Bruce Willis, Arnold Schwarzenegger, Chuck Norris, Jean-Claude Van Damme, Liam Hemsworth | Acțiune                                               | [ 89 ]                |
| <font-size=300%> A U G U S T         | 24                        | The Apparition                 | Warner Bros.                               | Todd Lincoln (regizor/scenariu); Carl Ellsworth (scenariu); Ashley Greene, Sebastian Stan, Tom Felton, Julianna Guill, Luke Pasqualino, Suzanne Ford | Supernatural Thriller                                 | [ 90 ]                |
| <font-size=300%> A U G U S T         | 24                        | Premium Rush                   | Columbia Pictures                          | David Koepp (regizor/scenariu); John Kamps (scenariu); Joseph Gordon-Levitt, Michael Shannon, Dania Ramirez, Jamie Chung | Acțiune                                               | [ 91 ]                |
| <font-size=300%> A U G U S T         | 24                        | Sinister                       | Summit Entertainment                       | Scott Derrickson (regizor/scenariu); C. Robert Cargill AKA Carlyle from Spill.com (scenariu); Ethan Hawke, Vincent D'Onofrio, James Ransone, Fred Dalton Thompson, Nicholas King, Clare Foley, Victoria Leigh, Juliet Rylance, Michael Hall D'Addario | Crime, Horror                                         | [ 92 ]                |
| <font-size=300%> A U G U S T         | 31                        | The Possession                 | Lionsgate                                  | Ole Bornedal (regizor); Juliet Snowden, Stiles White (scenariu); Jeffrey Dean Morgan, Kyra Sedgwick | Horror                                                | [ 93 ]                |
| <font-size=300%> S E P T E M B R I E | 14                        | Finding Nemo 3D                | Walt Disney Pictures / Pixar Studios       | Andrew Stanton, Lee Unkrich (regizors/scenariu); Albert Brooks, Ellen DeGeneres, Alexander Gould | Animație, Familie                                     | [ 94 ]                |
| <font-size=300%> S E P T E M B R I E | 14                        | Resident Evil: Retribution     | Screen Gems                                | Paul W. S. Anderson (regizor/scenariu); Milla Jovovich, Sienna Guillory, Colin Salmon, Boris Kodjoe, Michelle Rodriguez, Shawn Roberts, Johann Urb, Oded Fehr, Kevin Durand, Li Bingbing | Acțiune, Horror                                       | [ 95 ]                |
| <font-size=300%> S E P T E M B R I E | 21                        | Dredd                          | Lionsgate                                  | Pete Travis (regizor); Alex Garland (scenariu); Karl Urban, Olivia Thirlby, Lena Headey | Acțiune, film de aventuri, film științifico-fantastic | [ 96 ]                |
| <font-size=300%> S E P T E M B R I E | 21                        | Hotel Transylvania             | Columbia Pictures / Sony Pictures Animație | Genndy Tartakovsky (regizor); Don Rhymer (scenariu); Adam Sandler, Miley Cyrus, David Koechner, Kevin James, Fran Drescher, David Spade, Steve Buscemi, Molly Shannon, Cee Lo Green, Andy Samberg | Animație, comedie                                     | [ 97 ]                |
| <font-size=300%> S E P T E M B R I E | 28                        | Looper                         | TriStar Pictures / FilmDistrict            | Rian Johnson (regizor/scenariu); Joseph Gordon-Levitt, Bruce Willis, Emily Blunt, Paul Dano, Xu Qing, Noah Segan, Jeff Daniels, Piper Perabo | Acțiune, Crime, film științifico-fantastic            | [ 98 ]                |
| <font-size=300%> S E P T E M B R I E | 28                        | Savages                        | Universal Pictures                         | Oliver Stone (regizor/scenariu); Don Winslow (scenariu); Taylor Kitsch, Aaron Johnson, Blake Lively, Salma Hayek, Benicio del Toro, John Travolta, Uma Thurman, Emile Hirsch, Demian Bichir | Thriller                                              | [ 99 ]                |

### Octombrie–Decembrie
| <font-size=100%> Premiera          | <font-size=100%> Premiera | <font-size=100%> Titlu                   | <font-size=100%> Studio                 | <font-size=100%> Distribuția filmului și echipa de producție | <font-size=100%> Gen                                  | <font-size=100%> Ref. |
| ---------------------------------- | ------------------------- | ---------------------------------------- | --------------------------------------- | --- | ----------------------------------------------------- | --------------------- |
| <font-size=300%> O C T O M B R I E | 5                         | Frankenweenie                            | Walt Disney Pictures                    | Tim Burton (regizor); John August (scenariu); Michael Keaton, Winona Ryder, Martin Landau, Martin Short, Catherine O'Hara, Charlie Tahan, Atticus Shaffer, Robert Capron, Conchata Ferrell | Animație, comedie                                     | [ 100 ]               |
| <font-size=300%> O C T O M B R I E | 5                         | Taken 2                                  | 20th Century Fox                        | Olivier Megaton (regizor); Luc Besson, Robert Mark Kamen (scenariu); Liam Neeson, Famke Janssen, Maggie Grace, Rade Sherbedgia, Luke Grimes | Acțiune, Thriller                                     | [ 101 ]               |
| <font-size=300%> O C T O M B R I E | 5                         | The Texas Chainsaw Massacre 3D           | Lionsgate                               | John Luessenhop (regizor); Alexandra Daddario, Tania Raymonde, Trey Songz, Keram Malicki-Sanchez, Shaun Sipos, Thom Barry, Paul Rae, Scott Eastwood, Richard Riehle, Gunnar Hansen, Marilyn Burns, John Dugan, Bill Moseley, Dan Yeager | Horror, Thriller                                      | [ 102 ]               |
| <font-size=300%> O C T O M B R I E | 12                        | Fun Size                                 | Paramount Pictures                      | Max Werner (scenariu); Victoria Justice, Chelsea Handler | comedie                                               | [ 103 ]               |
| <font-size=300%> O C T O M B R I E | 12                        | Here Comes the Boom                      | Columbia Pictures                       | Frank Coraci (regizor); Allan Loeb, Kevin James (scenariu); Kevin James, Salma Hayek, Henry Winkler | comedie                                               | [ 104 ]               |
| <font-size=300%> O C T O M B R I E | 12                        | Parker                                   | FilmDistrict                            | Taylor Hackford (regizor); John McLaughlin (scenariu); Jason Statham, Jennifer Lopez, Clifton Collins Jr., Wendell Pierce, Michael Chiklis | Thriller                                              | [ 105 ]               |
| <font-size=300%> O C T O M B R I E | 19                        | The Big Wedding                          | Lionsgate                               | Justin Zackham (regizor/scenariu); Amanda Seyfried, Robert de Niro, Katherine Heigl, Robin Williams, Topher Grace, Susan Sarandon, Ben Barnes, Diane Keaton | comedie, Romantic                                     | [ 106 ]               |
| <font-size=300%> O C T O M B R I E | 19                        | The Gangster Squad                       | Warner Bros.                            | Ruben Fleischer (regizor); Will Beall (scenariu); Ryan Gosling, Emma Stone, Sean Penn, Josh Brolin, Robert Patrick, Michael Pena, Giovanni Ribisi, Anthony Mackie, Ambyr Childers | Crime, Drama, Thriller                                | [ 107 ]               |
| <font-size=300%> O C T O M B R I E | 19                        | Untitled David Chase Film                | Paramount Vantage                       | David Chase (regizor/scenariu); Brad Garrett, James Gandolfini, Bella Heathcote, Christopher MacDonald, Molly Price, Lisa Lampanelli, John Magaro, Jack Huston, Will Brill | Musical                                               | [ 108 ]               |
| <font-size=300%> O C T O M B R I E | 26                        | Halloween 3D                             | Dimension Films                         | Patrick Lussier (regizor/scenariu) | Horror, Suspense, Thriller                            | [ 109 ]               |
| <font-size=300%> O C T O M B R I E | 26                        | Of Men and Mavericks                     | 20th Century Fox                        | Curtis Hanson (regizor); Gerard Butler, Jonny Weston, Leven Rambin | Biography, Drama, film despre sport                   | [ 110 ]               |
| <font-size=300%> N O I E M B R I E | 2                         | My Mother's Curse                        | Paramount Pictures                      | Anne Fletcher (regizor); Dan Fogelman (scenariu); Barbra Streisand, Seth Rogen, Adam Scott, Colin Hanks | comedie                                               | [ 111 ]               |
| <font-size=300%> N O I E M B R I E | 2                         | Wreck-It Ralph                           | Walt Disney Pictures                    | Rich Moore (regizor); John C. Reilly, Sarah Silverman, Jack McBrayer, Jane Lynch | Animație                                              | [ 112 ]               |
| <font-size=300%> N O I E M B R I E | 9                         | Skyfall                                  | Metro-Goldwyn-Mayer / Columbia Pictures | Sam Mendes (regizor); Neal Purvis, Robert Wade, John Logan (scenariu); Daniel Craig, Judi Dench, Ralph Fiennes, Naomie Harris, Javier Bardem, Bérénice Marlohe, Albert Finney, Ben Whishaw, Helen McCrory, Ola Rapace | Acțiune, film de aventuri, Drama                      | [ 113 ]               |
| <font-size=300%> N O I E M B R I E | 16                        | The Twilight Saga: Breaking Dawn: Part 2 | Summit Entertainment                    | Bill Condon (regizor); Melissa Rosenberg (scenariu); Kristen Stewart, Robert Pattinson, Taylor Lautner, Peter Facinelli, Ashley Greene, Kellan Lutz, Jackson Rathbone, Elizabeth Reaser, Nikki Reed, Billy Burke, Rami Malek, Maggie Grace, Mackenzie Foy, Tracey Higgins, Judi Shekoni, Omar Metwally, Andrea Gabriel, Angela Sarafyan, Marlane Barnes, Lisa Howard, Patrick Brennan, Noel Fisher, Guri Weinberg, Lee Pace, Toni Trucks, Bill Tangradi, Erik Odom, Valorie Curry, Joe Anderson, Olga Fonda, Janelle Froehlich, Masami Kosaka, Sebastio Lemos, Amadou Ly, Ty Olsson, Wendell Pierce, Carolina Virguez             | Drama, Romantic, Thriller                             | [ 114 ]               |
| <font-size=300%> N O I E M B R I E | 21                        | 47 Ronin                                 | Universal Pictures                      | Carl Eric Rinsch (regizor); Chris Morgan (scenariu); Keanu Reeves, Hiroyuki Sanada, Kou Shibasaki, Tadanobu Asano, Rinko Kikuchi, Jin Akanishi | film de aventuri, Fantasy                             | [ 115 ]               |
| <font-size=300%> N O I E M B R I E | 21                        | Gravity                                  | Warner Bros.                            | Alfonso Cuaron (regizor/scenariu); Jonas Cuaron (scenariu); Sandra Bullock, George Clooney | Drama, film științifico-fantastic                     | [ 116 ]               |
| <font-size=300%> N O I E M B R I E | 21                        | Parental Guidance                        | 20th Century Fox                        | Andy Fickman (regizor); Joe Syracuse, Lisa Addario, Lowell Ganz, Babaloo Mandel (scenariu); Billy Crystal, Bette Midler, Marisa Tomei, Bailee Madison | comedie                                               | [ 117 ]               |
| <font-size=300%> N O I E M B R I E | 21                        | Rise of the Guardians                    | DreamWorks Animație                     | Peter Ramsey, William Joyce (regizors); David Lindsay-Abaire (scenariu); Chris Pine, Isla Fisher, Hugh Jackman, Jude Law, Alec Baldwin | Animație                                              | [ 118 ]               |
| <font-size=300%> D E C E M B R I E | 7                         | Les Misérables                           | Universal Pictures                      | Tom Hooper (regizor); William Nicholson (scenariu); Hugh Jackman, Russell Crowe, Anne Hathaway, Eddie Redmayne | Musical                                               | [ 119 ]               |
| <font-size=300%> D E C E M B R I E | 14                        | The Hobbit: An Unexpected Journey        | New Line Cinema / MGM                   | Peter Jackson (regizor/scenariu); Fran Walsh, Philippa Boyens, Guillermo del Toro (scenariu); Martin Freeman, Ian McKellen, Richard Armitage, Graham McTavish, Ken Stott, Aidan Turner, Dean O'Gorman, Mark Hadlow, Jed Brophy, Adam Brown, John Callen, Peter Hambleton, William Kircher, James Nesbitt, Stephen Hunter, Benedict Cumberbatch, Andy Serkis, Hugo Weaving, Barry Humphries, Mikael Persbrandt, Lee Pace, Stephen Fry, Luke Evans, Cate Blanchett, Christopher Lee, Sylvester McCoy, Elijah Wood, Ian Holm, Orlando Bloom, Evangeline Lilly, Ryan Gage, Mike Mizrahi, Jeffrey Thomas, Conan Stevens, Bret McKenzie | film de aventuri, Fantasy, film științifico-fantastic | [ 120 ]               |
| <font-size=300%> D E C E M B R I E | 21                        | Hunter Killer                            | Relativity Media                        | Antoine Fuqua (regizor); Arne Schmidt (scenariu); Gerard Butler | Acțiune, Drama                                        | [ 121 ]               |
| <font-size=300%> D E C E M B R I E | 21                        | Life of Pi                               | 20th Century Fox                        | Ang Lee (regizor); David Magee (scenariu); Tobey Maguire, Suraj Sharma, Irrfan Khan, Adil Hussain, Gérard Depardieu | Drama                                                 | [ 122 ]               |
| <font-size=300%> D E C E M B R I E | 21                        | This Is Forty                            | Universal Pictures                      | Judd Apatow (regizor/scenariu); Leslie Mann, Paul Rudd, Megan Fox, Albert Brooks, Ryan Lee, Melissa McCarthy, Robert Smigel, Annie Mumolo | comedie                                               | [ 123 ]               |
| <font-size=300%> D E C E M B R I E | 21                        | World War Z                              | Paramount Pictures                      | Marc Forster (regizor); Matthew Michael Carnahan (scenariu); Brad Pitt, Mireille Enos, James Badge Dale, Daniella Kertesz, Matthew Fox | Drama, Horror, Thriller                               | [ 124 ]               |
| <font-size=300%> D E C E M B R I E | 25                        | Django Unchained                         | The Weinstein Company                   | Quentin Tarantino (regizor/scenariu); Leonardo DiCaprio, Jamie Foxx, Christoph Waltz, Samuel L. Jackson, Dennis Christopher, Gerald McRaney, Kurt Russell, Sacha Baron Cohen, Laura Cayouette, M.C. Gainey, Don Johnson, Joseph Gordon-Levitt, Kerry Washington, Anthony LaPaglia, RZA, Tom Wopat, James Remar, James Russo, Todd Allen | Acțiune, Western                                      | [ 125 ]               |
| <font-size=300%> D E C E M B R I E | 25                        | The Great Gatsby                         | Warner Bros.                            | Baz Luhrmann (regizor/scenariu); Craig Pearce (scenariu); Leonardo DiCaprio, Tobey Maguire, Joel Edgerton, Carey Mulligan, Isla Fisher, Jason Clarke, Elizabeth Debicki, Amitabh Bachchan | Drama                                                 | [ 126 ]               |

## Filmele cu cele mai mari încasări
| Poziție | Titlu                                     | Studio           | Încasări mondiale |
| ------- | ----------------------------------------- | ---------------- | ----------------- |
| 1       | Răzbunătorii                              | Disney           | $1,519,557,910    |
| 2       | 007: Coordonata Skyfall                   | MGM / Sony       | $1,108,561,013    |
| 3       | Cavalerul negru: Legenda renaște          | Warner Bros.     | $1,084,939,099    |
| 4       | Hobbitul: O călătorie neașteptată         | Warner Bros.     | $1,021,103,568    |
| 5       | Epoca de gheață 4: Continente în derivă   | 20th Century Fox | $877,244,782      |
| 6       | The Twilight Saga: Breaking Dawn – Part 2 | Lionsgate        | $829,746,820      |
| 7       | Uimitorul Om-Păianjen                     | Sony Pictures    | $757,930,663      |
| 8       | Madagascar 3: Fugăriți prin Europa        | Paramount        | $746,921,274      |
| 9       | Jocurile foamei                           | Lionsgate        | $694,394,724      |
| 10      | Bărbați în negru 3                        | Columbia         | $624,026,776      |

## Premii

### Oscar
- Cel mai bun film:
- Cel mai bun actor:
- Cea mai bună actriță:
- Cel mai bun film străin:

### César
- Cel mai bun film:
- Cel mai bun actor:
- Cea mai bună actriță:
- Cel mai bun film străin:

### Globul de Aur
- Dramă
- Cel mai bun film:
- Cel mai bun actor:
- Cea mai bună actriță:
- Muzical sau comedie
- Cel mai bun film:
- Cel mai bun actor:
- Cea mai bună actriță:

### BAFTA
- Cel mai bun film:
- Cel mai bun actor:
- Cea mai bună actriță:
- Cel mai bun film străin:

### Gopo
- Cel mai bun film:
- Cel mai bun actor:
- Cea mai bună actriță:
- Cel mai bun regizor: